# Foveosa foveolata
Foveosa foveolata là một loài nhện trong họ Lycosidae.
Loài này thuộc chi Foveosa. Foveosa foveolata được William Frederick Purcell miêu tả năm 1903.